# Nuno Markl
Nuno Frederico Correia da Silva Lobato Markl (Lisboa, 21 de julho de 1971) é um humorista, locutor de rádio e apresentador de televisão português.
Na rádio, começou a ser conhecido em 1993, com a radionovela humorística "A Saga de Abílio que caiu da cerejeira", tendo alcançado grande sucesso poucos anos depois com a rubrica de notícias bizarras "O Homem que Mordeu o Cão", que deu origem a três livros, um programa de televisão e um espetáculo ao vivo com digressão nacional. Surpreendentemente, ainda dura. Entre os seus trabalhos para a rádio, destaque ainda para uma rubrica baseada nas suas experiências quotidianas, "Há Vida em Markl", complementada por um blogue e por um cartoon semanal publicado pelo suplemento satírico Inimigo Público, do jornal Público, e para uma rubrica sobre acontecimentos e objetos bizarros da década de 1980, "Caderneta de Cromos", que deu origem a dois livros e a uma adaptação teatral. Assina diariamente as rubricas "O Homem que Mordeu o Cão", no Programa da Manhã da Rádio Comercial, e "Cromos M80", no programa Manhãs da M80 da rádio M80.  
Na televisão, trabalha como autor na agência criativa Produções Fictícias desde 1995, tendo participado igualmente como ator na série cómica Os Contemporâneos. Como autor e apresentador, participou em diversos programas na RTP, SIC Radical e no Canal Q, tendo sido um dos apresentadores do talk show 5 para a Meia-Noite, na RTP. No cinema, é conhecido sobretudo pela sua participação na dobragem de filmes de animação, tendo-se estreado como ator no filme A Bela e o Paparazzo (2010), de António-Pedro Vasconcelos.

## Carreira
Aos dez anos de idade, Markl já simulava a realização de programas de rádio em casa, e no final da década de 1980 começou a trabalhar numa estação pirata, A Voz de Benfica. Com o desejo de entrar no mundo da rádio profissional, ingressou no curso de jornalismo no CENJOR, em 1990. Após terminar o curso, trabalhou como jornalista na Correio da Manhã Rádio (1991–1993) e na Rádio Comercial (1993–1997), embora não fosse essa a sua vocação. Na Correio da Manhã Rádio, Markl fez um programa chamado Prok Der e Vier, onde iniciou em 1993 a radionovela humorística "A Saga de Abílio Mortaça". Após o fecho dessa estação de rádio, passou para a Rádio Comercial, onde continuou a produzir a radionovela. Graças a este trabalho, em 1995, foi convidado a entrar na agência criativa Produções Fictícias, onde com outros colaboradores escreveu sketches para os programas de televisão Herman Zap (1995-96), Herman Enciclopédia (1997), Herman 98 (1998), Herman 99 (1999), Herman SIC (2000), Paraíso Filmes (2001–2002), O Programa da Maria (2002), Hora H (2007) e Os Contemporâneos (2008), participando ainda como ator neste último.
Em 1996, Markl fez dois programas para a Rádio Comercial, o "Sete e um" e o talk show noturno "Dois em um". Em 1997, após mudanças na direção da estação, passou a trabalhar no "Programa da Manhã", com Pedro Ribeiro, Ana Lamy e José Carlos Malato (e mais tarde Maria de Vasconcelos), onde iniciou a rubrica de notícias bizarras O Homem que Mordeu o Cão, que teve enorme sucesso. O sucesso da rubrica levou ao lançamento em 2002 do primeiro de uma série de três livros com algumas das histórias das emissões de rádio, que vendeu mais de 100 000 exemplares e deu origem ao "O Homem que Mordeu O Cão ao Vivo", um espetáculo semanal ao vivo no Teatro Villaret, que posteriormente fez uma digressão nacional, e deu origem a um programa de televisão semanal, transmitido pela TVI.
Em 2002, Markl entrou para o então recém-criado canal de televisão por cabo SIC Radical como comentador de cinema, trabalhando ao lado de Rui Pedro Tendinha, no programa Curto Circuito, e de Fernando Alvim, no programa CineXL. Na SIC Radical, e em parceria com Fernando Alvim, apresentou ainda os programas O Perfeito Anormal e O Homem da Conspiração, onde foram lançados os Gato Fedorento.
Em 2003, após o fim da rubrica "O Homem que Mordeu o Cão", passou para a rádio Antena 3, apresentando no programa matinal As Manhãs da 3 as rubricas "Há Vida em Markl", "O Livro dos Porquês", "Laboratolarilolela" e "Coisas que Acontecem". A primeira destas, "Há Vida em Markl", era baseada nas suas experiências quotidianas e foi inspirada pelo cartoon semanal escrito e desenhado por Markl para o suplemento satírico Inimigo Público, então do jornal Público, tendo dado origem a dois livros com alguns dos cartoons do jornal e dos textos de rádio e a uma série de pequenos episódios online. Na Antena 3, criou ainda a radionovela "Perdidos no Éter", sobre uma estação de rádio no Portugal profundo, e foi coautor do talk show de fim-de-semana Nuno & Nando, com Fernando Alvim.
Em 2007, foi um dos jurados da terceira temporada do talent show Operação Triunfo, transmitido pela RTP, e no ano seguinte traduziu a adaptou o espetáculo teatral "Os Melhores Sketches dos Monty Python", protagonizado por José Pedro Gomes, António Feio, Miguel Guilherme, Bruno Nogueira e Jorge Mourato, inicialmente em cena no Casino Lisboa e que posteriormente fez uma digressão nacional.
Em 2009, Markl regressou ao Programa da Manhã da Rádio Comercial, com Pedro Ribeiro, Vanda Miranda e Vasco Palmeirim, onde iniciou a rubrica Caderneta de Cromos, sobre acontecimentos e objetos bizarros da década de 1980. O sucesso da rubrica levou ao lançamento de dois livros com algumas das histórias das emissões de rádio e deu origem à "Caderneta de Cromos ao Vivo", uma adaptação teatral do programa de rádio, apresentada nos Coliseus de Lisboa e Porto em 2010. Na Comercial, criou e apresentou ainda o talk show de fim-de-semana PAI — Programa Absolutamente Incrível, com Diogo Beja, que, após a saída deste último e a entrada de Vasco Palmeirim, se passou a chamar "PRIMO — Programa Realmente Incrível Mas Obtuso". Ainda em 2009, Markl participou na dobragem para português do videojogo LittleBigPlanet, para a PlayStation 3 e para a PlayStation Portable, papel que viria a repetir nas sequelas LittleBigPlanet 2, LittleBigPlanet PS Vita e LittleBigPlanet Karting.
Em 2010, entrou para o então recém-criado canal de televisão por cabo Q, das Produções Fictícias, criando e apresentando o talk show Show Markl, com Francisco Martiniano Palma e Jorge Vaz Gomes, com quem faria posteriormente o também talk show (que também possuía alguns sketches humorísticos) Uma Macacada Qualquer e a sitcom Rádio Calipso (ambos ambientados numa rádio local fictícia, numa realidade alternativa, em que Markl, fazendo dele próprio, não tinha alcançado o sucesso que na realidade possuía). Também para o canal Q, em 2012 criou e protagonizou com Ana Galvão a série Felizes Para Sempre e apresentou com João Só o programa Telebaladas, um programa de 'baladas-por-encomenda', que deu origem a um espetáculo apresentado no Festival de Humor de Lisboa, que contou com a participação de Rita Redshoes e Samuel Úria.
Em 2012, criou um espetáculo de comédia desenhada musical, "Como Desenhar Mulheres, Motas e Cavalos", em colaboração com o músico Miguel Araújo. Originalmente pensado para ser um espetáculo único na Aula Magna, seria posteriormente apresentado em outras salas de espetáculos do país e deu origem a um DVD com a gravação do espetáculo ao vivo na Aula Magna e a um livro ilustrado. Nesse mesmo ano, no Programa da Manhã, da Rádio Comercial, a "Caderneta de Cromos" deu lugar a uma nova rubrica de Markl, a "Grandiosa História Universal das Traquitanas", em que várias invenções mais ou menos importantes da história da Humanidade eram analisadas e parodiadas, rubrica esta que no ano seguinte foi por sua vez substituída por uma nova série de "O Homem que Mordeu o Cão". Paralelamente, Markl iniciou em 2013 uma nova rubrica chamada "Cromos M80", inspirada na "Caderneta de Cromos", incluída no programa Manhãs da M80, da rádio M80, apresentado por Inês Cordeiro e Paulo Fernandes.
Apresentou o talk show 5 para a Meia-Noite, da RTP1, alternando com Luís Filipe Borges, José Pedro Vasconcelos, Pedro Fernandes e Nilton. Markl entrou no clássico talk show da RTP em 2012 e abandonou o late night em 2015. Neste último ano, apresentou, com Ana Galvão, o programa semanal sobre animais Animais Anónimos, também na RTP1. Sete anos mais tarde, voltaria ao canal público, para ser um dos anfintriões, juntamente com Vasco Palmeirim do programa semanal de entretenimento Taskmaster.

## Cinema
Foi coargumentista da curta-metragem Quando o Sol Toca na Lua (2001), com Pedro Palma.
Em 2006, começou a trabalhar na área da dobragem de filmes de animação, tendo dobrado para português personagens secundárias em Flushed Away (2006), Teenage Mutant Ninja Turtles (2007), Cars 2 (2011), The Adventures of Tintin: The Secret of the Unicorn (2011), Inside Out (2015), e The Muppets (2011), e o personagem principal em Bee Movie (2007). Markl fez ainda a tradução e adaptação para português dos diálogos do filme de stop motion Coraline (2009), de Henry Selick.
Estreou-se como ator em cinema no filme A Bela e o Paparazzo (2010), de António-Pedro Vasconcelos.
Foi argumentista do filme Refrigerantes e Canções de Amor (2016), realizado por Luís Galvão Teles.

## Outra obras audiovisuais
Em 2012, Markl protagonizou, juntamente com Ana Galvão, o videoclipe de "Ele Domina", da banda Mesa. A realização do videoclipe esteve a cargo de Jorge Vaz Gomes.

## Livros
É autor dos livros: 
- O homem que mordeu o cão, Texto, 2002.
- Vai uma raspadinha? (com Maria de Vasconcelos e Pedro Ribeiro), Texto, 2003
- O regresso d'o homem que mordeu o cão: a irmandade do canídeo, Texto, 2003
- O homem que mordeu o cão: a revolução, Texto, 2004
- Há vida em Markl: opus 2: o livro, Gradiva, 2007
- Caderneta de cromos contra-ataca, Objectiva, 2011
- Como desenhar mulheres, motas e cavalos, Divina Comédia, 2013
- Miopia e astigmatismo: (a minha visão das coisas), Objectiva, 2013
- O novo livro d'o homem que mordeu o cão, Objectiva, 2014
- O novo, incrível, definitivo, arrebatador, estrondoso, monumental e titânico livro d'O homem que mordeu o cão, Objectiva, 2014
- O Homem que mordeu o cão — os Clássicos, Objectiva, 2015

## Prémios
- Se7e de Ouro, do jornal Se7e — Revelação Rádio — 1993[7]
- Globo de Ouro — Melhor Programa de Ficção e Comédia — Herman Enciclopédia — 1997 (co-autoria)[20]
- Globo de Ouro — Melhor Programa de Ficção e Comédia — Herman Enciclopédia — 1998 (co-autoria)[21]
- Prémio Autores, da Sociedade Portuguesa de Autores — Melhor Programa de Rádio — Caderneta de Cromos — 2012[22]
- Estrela Personalizada, no Muro da Fama —Nirvana Studios —2012[23][24]

## Vida pessoal
Nasceu em Lisboa, filho de Dagoberto Markl, historiador de arte que estudou os Painéis de São Vicente de Fora, cujo pai era austríaco e um dos fundadores da empresa de acumuladores Tudor em Portugal, e de uma sobrinha trineta do autor cómico Gervásio Lobato. Tem uma irmã, Ana Markl, que é jornalista, apresentadora de televisão e de rádio. Frequentou a Escola Secundária José Gomes Ferreira, em Lisboa.
Casou com a radialista, locutora e apresentadora Ana Galvão no dia 3 de setembro de 2010. O filho da sua relação com a mesma, Pedro, nasceu em 7 de junho de 2009 (16 anos). O casal admitiu publicamente que gostaria de ter mais um filho, o que não veio a concretizar-se. Anunciaram a separação por mútuo acordo a 4 de março de 2016, embora nunca se tenham divorciado formalmente.
Em 2004, no âmbito das comemorações dos trinta anos da Revolução dos Cravos, foi uma das trinta personalidades a ser convidadas pelo então Presidente da República Jorge Sampaio para um jantar no Palácio Nacional de Belém.
Na Internet mantém um blogue e é adepto do Instagram, sendo um dos portugueses com mais seguidores. É ainda conhecido por divulgar pessoalmente informações e notícias sobre a sua vida pessoal e profissional através dos mesmos.
O humorista é ainda conhecido por ser grande fã da franquia Guerra das Estrelas e do brinquedo Lego.